# Tequila sunrise
Pour la chanson des Eagles, voir Tequila Sunrise (chanson). Pour le film de 1988, voir Tequila Sunrise (film). Pour les autres significations, voir Tequila (homonymie).
Le tequila sunrise est un cocktail à base de tequila, de jus d'orange, et de grenadine qui au fond du verre donne l'effet d'un lever de soleil (sunrise) ce qui a inspiré le nom de la boisson.

## Histoire
La recette originale a été créée à la fin des années 1930 ou au début des années 1940 par Gene Sulit, barman au Biltmore Arizona à Phoenix (Arizona), à la demande d'un client habitué, amateur de tequila, qui voulait une boisson rafraîchissante. Cette recette originale était élaborée avec de l'eau gazeuse, du jus de citron, de la crème de cassis et du tequila.
La version moderne du cocktail est composée de tequila, de jus d'orange et de grenadine. Elle a été créée au début des années 1970 par deux jeunes barmans, Bobby Lazoff et Billy Rice, au restaurant Trident à Sausalito, une ville au nord de San Francisco. En 1972, lors d'une soirée privée au Trident organisée par Bill Graham pour la fête de lancement pour la tournée des Rolling Stones en Amérique, Mick Jagger avait accepté un Tequila Sunrise proposée par le barman au lieu de la margarita qu'il avait commandée. Il a aimé, et lui et son entourage ont commencé à les avaler une après l'autre. Ils finirent par en commander pendant toute leur tournée aux États-Unis, baptisant même la tournée du surnom « la tournée cocaïne et tequila sunrise »,.
À l'époque, le Trident a été le plus grand débouché pour le tequila aux États-Unis, et en 1973, José Cuervo a repris la nouvelle boisson comme une opportunité pour le marketing. Ensemble, ils ont mis la recette de la nouvelle boisson sur le dos de leurs bouteilles de tequila et ont assuré la promotion de leurs produits, en utilisant la recette par des autres moyens . Plus tard dans l'année, le groupe Eagles a enregistré une chanson appelée Tequila Sunrise lorsque la boisson a été en plein essor en popularité aux États-Unis.

## Recettes
Recette originale de 1930
- 5 cl de tequila
- 10 cl d'eau gazeuse
- 2 cl de jus de citron vert
- 2 cl de crème de cassis

Recette actuelle 1 :
- 6 cl de tequila
- 12 cl de jus d'orange
- 2 traits de sirop de grenadine

Recette actuelle 2 :
- 3/10 de tequila
- 7/10 de jus d'orange
- 1 traits de sirop de grenadine
- Volume total 12cl[7]

## Variantes
- Apérol Sunrise : la grenadine est remplacée par de la liqueur d'orange Apérol
- Russian Sunrise : la vodka y remplace la tequila
- Tequila Sunset : remplacer le sirop de grenadine par du Brandy de mûre
- Red Sea Sunrise : la tequila est remplacée par de la limonade (ce qui rend ce cocktail non-alcoolisé)
- Florida Sunrise : le jus d'orange et le sirop de grenadine sont présents avec la même quantité (le plus souvent 6 cl chacun)
- Caribbean Sunrise : on utilise du rhum à la place de la tequila
- Enamorada Sunrise : le sirop de grenadine est remplacé par du Campari